# Marcelo Pitaluga
Marcelo de Araújo Pitaluga Filho (Niterói, 20 de dezembro de 2002) é um futebolista germano-brasileiro que atua como goleiro. Atualmente, joga pelo Fluminense.

## Biografia
Pitaluga nasceu em Niterói, no estado do Rio de Janeiro, Brasil, e também possui nacionalidade alemã.

## Carreira

### Fluminense
A história de Pitaluga é marcada por uma rápida ascensão. Goleiro de futsal, aos sete anos estava no Vasco, até a comissão técnica do clube se transferir para o Fluminense — o que o levou para o Tricolor em 2011. No ano seguinte, migrou para o campo para atuar no sub-9 de Xerém, mantendo seus estudos em um colégio conveniado ao Fluminense.
Tratado como uma joia, Pitaluga foi o goleiro do time-base da "Geração de Ouro", mesma geração de Xerém que revelou André, Martinelli, Luiz Henrique, João Pedro, Marcos Paulo, Calegari e Luan Freitas.
Na base tricolor foi campeão carioca e da Taça Guanabara Sub-15, em 2017, e Sub-17, em 2019, além de ter integrado o elenco que conquistou o título estadual da categoria em 2018, quando ainda ergueu o troféu do Torneio Guilherme Embry Sub-16. Fez parte também do elenco vice-campeão da Taça BH e da Copa do Brasil em 2018, e integrou o elenco da Copa São Paulo de Futebol Júnior em 2020. Embora eliminado na segunda fase, suas atuações renderam comparações com o goleiro Cássio.
Ainda na base, Pitaluga integrou regularmente o elenco profissional do clube carioca. Pitaluga foi relacionado pela primeira vez em um jogo profissional em 5 de dezembro de 2019, quando tinha apenas 16 anos, durante uma partida da Série A contra o Fortaleza. Ele foi relacionado para jogos oficiais pelo time titular em três outras ocasiões durante essa primeira passagem pelo clube, porém, sem nunca ter sido utilizado.

### Liverpool
Após boas atuações nas categorias de base, Pitaluga é anunciado como reforço do Liverpool da Inglaterra de Jürgen Klopp. O Fluminense recebeu € 1 milhão (cerca de R$ 6,2 milhões em valores da época), podendo receber mais € 1 milhão caso o goleiro atinja todas as metas previstas em contrato, tornando-se a terceira maior venda de um jogador brasileiro na posição. O Fluminense manteve 40% dos direitos sobre uma futura negociação do jogador.
Em sua passagem pelo Liverpool, Pitaluga joga em competições de base enquanto treina regularmente com o elenco principal dos Reds no AXA Training Centre, em particular com os goleiros Alisson, Kelleher e Adrian sob orientação do treinador de goleiros Taffarel. Nos treinos ele chama atenção dos companheiros, recebendo o apelido de "Jovem Taffarel" do capitão Van Dijk.
Na temporada 2021/2022, Pitaluga participou de 19 partidas da Premier League 2, campeonato inglês sub-21, sendo este o ano em que mais teve minutos em campo.
Pela equipe principal, Pitaluga foi relacionado por Klopp em 7 ocasiões no banco de reservas em jogos da Premier League, Europa League e da Copa da Liga Inglesa, mas nunca chegou a atuar nessas competições. Ele fez sua estreia profissional no time principal em 25 de julho de 2023, aos 30 minutos do segundo tempo, em um empate por 4 a 4 contra o time alemão Greuther Fürth em um amistoso de pré-temporada.
Em dezembro de 2021, devido à lesão de Adrian, Pitaluga é anunciado por Klopp temporariamente como terceiro goleiro da equipe principal.
Depois de 18 meses se adaptando ao futebol inglês, treinando com a equipe principal e jogando pelos times Sub-21 e Sub-23 do clube, o Liverpool decide proporcionar mais tempo de jogo ao brasileiro, procurando algum clube onde ele pudesse atuar por empréstimo.

### Macclesfield
Em julho de 2022, Pitaluga foi emprestado ao clube inglês da oitava divisão Macclesfield. Enquanto jogava profissionalmente pelo Macclesfield, Pitaluga seguia treinando regularmente com a equipe principal do Liverpool.
Ele fez 18 jogos na liga pelo clube antes de uma lesão no tornozelo sofrida em novembro o deixar fora de ação até abril de 2023.
Pitaluga fez um total de 26 jogos em todas as competições pelo clube, sendo 13 desses sem ser vazado, ajudando o Macclesfield a conquistar a Northern Premier League Division One West de 2022–23.

### St Patrick's Athletic
Em 5 de janeiro de 2024, Pitaluga assinou a extensão do seu contrato com o Liverpool e foi emprestado na sequência para o St Patrick's Athletic, equipe da Liga da Irlanda Premier Division. A direção do St Patrick's Athletic já monitorava Pitaluga há alguns meses e se beneficiou de uma parceria com o Liverpool para intercâmbio de jovens jogadores.
Tendo chegado com altas expectativas, Pitaluga assume a titularidade da equipe, mas teve uma passagem difícil pelo clube, que o fez perder espaço no time após os quatro primeiros jogos pela liga.
Em 29 de junho de 2024, o recém-nomeado técnico Stephen Kenny anunciou a interrupção do período de empréstimo de Pitaluga ao clube. No total, Pitaluga fez sete aparições pelo St Patrick's em todas as competições nos primeiros 29 jogos do clube na temporada.

### Livingston
Em 30 de agosto de 2024, Pitaluga assinou contrato com o Livingston, da Escócia, para disputar o Campeonato Escocês, por empréstimo.
Em janeiro de 2025, o Liverpool solicita o retorno de Pitaluga. O goleiro deixa o Livingston após ter atuado em apenas dois jogos, sendo ambos pelo SPFL Trust Trophy, ajudando a equipe a chegar à fase semifinal, após ter se destacado na vitória nos pênaltis contra o Inverness CT.

### Retorno ao Fluminense
Em 8 de janeiro de 2025, Pitaluga foi oficialmente anunciado pelo Fluminense, marcando seu retorno após quatro temporadas e meia no Liverpool. O goleiro assinou contrato até o fim de 2028, reforçando o elenco tricolor para as próximas competições. A transferência é definitiva e sem custos para o Fluminense, com o clube inglês mantendo 40% dos direitos federativos do jogador.

## Seleção Brasileira
Pitaluga foi convocado pela Seleção Brasileira Sub-17 para disputar a Copa do Mundo Sub-17 no Brasil. Ele foi o goleiro reserva no torneio, atrás de Matheus Donelli. O Brasil conquistou o título, batendo o México na final.

## Títulos

### Macclesfield
- Northern Premier League Division One West: 2022–23

### Seleção Brasileira – Sub 17
- Copa do Mundo Sub-17: Vencedor em 2019.[4]